# Principessa Daisy
Principessa Daisy (デイジー姫?, Deijī-hime) è un personaggio del franchise di Mario, comparsa per la prima volta nel videogioco Super Mario Land nel 1989. La Principessa Daisy è stata creata da Gunpei Yokoi. Yokoi morì otto anni dopo il debutto di Daisy, e tre anni prima che diventasse un personaggio importante in un altro gioco di Mario. Il ritorno di Daisy può essere quindi considerato un tributo al suo creatore. Daisy è la principessa di Sarasaland, ma la sua attuale residenza è nel Regno dei Funghi. Daisy è nota come ragazza competitiva e le sue abilità speciali spesso hanno a che fare con i fiori.
Anni dopo il debutto in Super Mario Land, Daisy cominciò ad apparire spesso in molti giochi sportivi di Mario, questo a causa della mancanza di personaggi umani nella serie. Ora appare nella maggior parte dei giochi di Mario, regolarmente come personaggio giocabile, più recentemente in Super Mario Bros. Wonder è parte dei 12 personaggi giocabili. Daisy ha anche una controparte infantile Baby Daisy, apparsa nei titoli più recenti come personaggio giocabile .
Daisy tornò a essere un personaggio fisso della serie dopo un decennio, nei giochi Mario Tennis e Mario Party 3. Da quei giochi in poi, Daisy apparve in tutti i titoli di Mario Tennis e Mario Party. In Mario Tennis, Daisy competé come giocatore Tecnico, e fu uno dei pochi personaggi femmina. Dichiarata come vanitosa, Daisy aveva un aspetto simile a quello di NES Open Tournament Golf, con l'unica eccezione della corona mancante e un'abbronzatura. Nell'introduzione di Mario Tennis, Daisy viene vista entrare nel campo dopo di Peach, sfidando Yoshi nel torneo.
In Mario Party 3 il suo partner nella modalità battaglia è uno Snifit, che possiede molta forza d'attacco e di difesa. Daisy, come Waluigi, non è giocabile nella modalità storia del gioco. Nonostante ciò, appare dopo che il giocatore completa tutti e cinque i Tabelloni. Dopodiché, Daisy chiede alla Millennium Star di darle lo Star Stamp (un oggetto magico) della bellezza.
La Millennium Star si prepara così a dare alla principessa ciò che ha richiesto, ma il giocatore si oppone alla scelta. Così, la Millennium Star decide che Daisy e il giocatore dovranno combattere su un altro Tabellone per conquistare lo Star Stamp.

## Aspetto e caratteristiche

Emblema della principessa Daisy

Daisy viene rappresentata come una bellissima e gioviale ragazza dai capelli rossi e gli occhi blu, vestita con un abito giallo e arancione e dei guanti bianchi lunghi fino ai polsi. Come ogni principessa alle orecchie ha un paio di orecchini a forma di fiore, mentre in testa porta una coroncina, simbolo della sua appartenenza reale con un fiore al centro (come gli orecchini) e due pietre rosse ai lati. Ai piedi porta due scarpe arancioni e gialle.
Gli occhi di Daisy sono molto grandi. I suoi occhi sono di colore blu, come la maggior parte dei personaggi umani della serie, e il suo viso è rotondeggiante.

### Sport standard
Nei videogiochi sportivi di Mario, Daisy indossa dei pantaloncini arancioni, una maglietta senza maniche gialla e i classici accessori dal motivo floreale. Inoltre ai piedi porta calzini bianchi e delle scarpe da tennis, arancioni e gialle con due lacci su ognuna.
In alcuni giochi come Mario Tennis Open e Mario Golf: World Tour invece ha un vestito con gonnellina giallo con due strisce arancioni, rispettando il suo vestito originale, su di esso c'è anche un ciondolo a forma di fiore con colore turchese al centro e bianco ai bordi, invece le scarpe rimangono sempre le stesse; questo vestito non è indossato molto spesso dalla principessa.
In Mario Tennis: Ultra Smash, la Peach e Rosalinda portano un vestito con gonna, mentre Daisy porta dei pantaloncini, questo può indicare il suo modo di fare mascolino.

### Calcio
In Mario Smash Football, Daisy indossa una tuta da calcio a due pezzi, di colore arancione e turchese, completa di guanti bianchi e scarpe da tennis dello stesso colore della tuta. In Mario Strikers Charged Football, i vestiti di Daisy sono simili al precedente titolo, ma vengono aggiunte delle protezioni, questo a causa della maggiore intensità del gioco. A parte questo dettaglio, il vestito include numerosi motivi floreali, ed è disponibile in due colori, questo a causa del cambio di colore obbligatorio quando due team si scontrano. Daisy appare con questo costume nel suo trofeo incluso in Super Smash Bros. Brawl.

### Corse coi Kart
Essendo state introdotte le moto come nuovo veicolo in Mario Kart Wii, ogni principessa viene rappresentata con una tuta da corsa motociclistica addosso. La tuta di Daisy è di colore bianco e giallo, con inclusi i suoi gioielli a forma di fiore, una versione rifinita dei suoi guanti e degli stivali gialli. Un cuore giallo con un contorno arancione è presente nella sua schiena. Il cuore è sempre coperto da capelli ed è visibile quando svolazzano.

### Personalità
Nel suo debutto in Super Mario Land, Daisy era la damigella in pericolo ed ha perciò ricoperto il ruolo di Peach.
Nel suo grande ritorno in Mario Tennis appare come fanciulla molto imbranata: nella sua cerimonia di premiazione per il trofeo è inciampata e, come conseguenza, caduta dal palco; in Mario Party 3 emerge il suo forte carattere. Nella modalità storia darà un pugno a Bowser facendolo volteggiare in aria, e ciò che dirà dopo sarà: "Cosa c'è? Mi intralciava la strada!"
Mario Strikers Charged Football mostra il suo lato molto competitivo. La doppiatrice di Daisy, Deanna Mustard, ha addirittura detto che la personalità del personaggio viene espressa al meglio nella serie calcistica di Mario. In Mario Kart Wii, Daisy mette da parte l'amicizia con gli altri personaggi quando si ritrova a gareggiare contro di loro.

## Apparizioni

### Apparizioni come personaggio non giocabile
- Super Mario Land - Game Boy - 1989 - Debutto
- NES Open Tournament Golf - NES - 1991
- Super Mario Bros. Print World - PC - 1991
- Mario Tennis - Game Boy Color - 2000
- Super Smash Bros. Melee - GameCube - 2001 - Appare come trofeo.
- Mario Kart Arcade GP 2 - Arcade - 2007
- Super Smash Bros. Brawl - Wii - 2008 - Appare come trofeo e come adesivo.
- Super Smash Bros. per Nintendo 3DS e Wii U - Wii U, Nintendo 3DS - 2014 - Appare come trofeo.
- Nintendo Badge Arcade - Nintendo 3DS - 2014
- Mario & Luigi: Paper Jam Bros. - Nintendo 3DS - 2015 - Appare come carta da battaglia.

### Apparizioni come personaggio giocabile
- Mario Tennis - Nintendo 64 - 2000
- Mario Party 3 - Nintendo 64 - 2000
- Mario Party 4 - GameCube - 2002
- Mario Party-e - Game Boy Advance - 2003
- Mario Golf: Toadstool Tour - GameCube - 2003
- Mario Party 5 - GameCube - 2003
- Mario Kart: Double Dash!! - GameCube - 2003
- Mario Power Tennis - GameCube - 2004
- Mario Party 6 - GameCube - 2004
- Mario Superstar Baseball - GameCube - 2005
- Mario Party 7 - GameCube - 2005
- Mario Kart DS - Nintendo DS - 2005
- Super Mario Fushigi no Korokoro Party - Arcade - 2005
- Yakuman DS - Nintendo DS - 2005
- Mario Smash Football - GameCube - 2005
- Mario Slam Basketball - Nintendo DS - 2006
- Wi-Fi Taiou Yakuman DS - Nintendo DS - 2006
- Mario Party 8 - Wii - 2007
- Itadaki Street DS - Nintendo DS - 2007
- Mario Strikers Charged Football - Wii - 2007
- Mario Party DS - Nintendo DS - 2007
- Mario & Sonic ai Giochi Olimpici - Wii - 2007
- Mario & Sonic ai Giochi Olimpici - Nintendo DS - 2008
- Mario Kart Wii - Wii - 2008
- Mario Super Sluggers - Wii - 2008
- Mario & Sonic ai Giochi Olimpici Invernali - Wii, Nintendo DS - 2009
- Super Mario Fushigi no Korokoro Catcher - Arcade - 2009
- Mario Sports Mix - Wii - 2010
- La via della fortuna - Wii - 2011
- Mario Kart 7 - Nintendo 3DS - 2011
- Mario & Sonic ai Giochi Olimpici di Londra 2012 - Wii - 2011
- Mario & Sonic ai Giochi Olimpici di Londra 2012 - Nintendo 3DS - 2012
- Mario Party Whirling Carnival - Arcade - 2012
- Mario Party 9 - Wii - 2012
- Mario Tennis Open - Nintendo 3DS - 2012
- Mario Golf: World Tour - Nintendo 3DS - 2013
- Mario & Sonic ai Giochi Olimpici Invernali di Sochi 2014 - Wii U - 2013
- Mario Kart 8 - Wii U - 2014
- Mario Party: Island Tour - Nintendo 3DS - 2013
- Mario Party 10 - Wii U - 2015
- Mario Tennis: Ultra Smash - Wii U - 2015
- Super Mario Maker - Wii U - 2015
- Super Mario Maker - Nintendo 3DS - 2016
- Minecraft: Wii U Edition - Wii U - 2016
- Mario & Sonic ai Giochi Olimpici di Rio 2016 - Arcade, Nintendo 3DS, Wii U - 2016
- Mario Party: Star Rush - Nintendo 3DS - 2016
- Super Mario Run - iOS - 2016
- Super Mario Run - Android - 2017
- Mario Sports Superstars - Nintendo 3DS - 2017
- Mario Kart 8 Deluxe - Nintendo Switch - 2017
- Minecraft: Nintendo Switch Edition - Nintendo Switch - 2017
- Mario Party: The Top 100 - Nintendo 3DS - 2017
- Mario Kart Arcade GP VR - Arcade - 2017
- Mario Tennis Aces - Nintendo Switch - 2018
- Super Smash Bros. Ultimate - Nintendo Switch - 2018
- Mario Kart Tour - iOS, Android - 2019
- Mario & Sonic ai Giochi Olimpici di Tokyo 2020 - Nintendo Switch - 2019
- Super Mario Bros. Wonder - Nintendo Switch - 2023

### Apparizioni in altri media
- L'attrice statunitense Samantha Mathis interpreta il personaggio di Daisy nel film Super Mario Bros. In questo film, Daisy afferma di essere vegetariana e ha un flirt con Luigi, che insieme a Mario la salva dalle grinfie di Re Koopa.